# 南石窟寺
南石窟寺，位于中国甘肃省泾川县，为一个国家级文物保护单位，类型为石窟寺及石刻。
南石窟寺的历史年代为北魏至唐。